# Augustin Machalka
Augustin Antonín Machalka (14. září 1906 – 3. ledna 1996) byl římskokatolický kněz, opat premonstrátského kláštera v Nové Říši. Už za druhé světové války byl tři roky vězněn v nacistických koncentračních táborech. V roce 1950 byl označen za vedoucího skupiny řeholníků, kteří byli odsouzeni ve vykonstruovaném procesu Machalka a spol., prvním z procesů vedených komunistickou stranou s cílem zdiskreditovat církevní řády a zdůvodnit následující Akci K.

## Opatem kláštera v Nové říši
Machalka byl uveden do úřadu opata kláštera v Nové Říši 30. prosince 1945. Opatskou benedikci obdržel z rukou olomouckého světícího biskupa Stanislava Zely. Do této funkce nastoupil poté, co jeho předchůdce Pavel Souček zahynul v Osvětimi.

## Vykonstruovaný proces Machalka a spol.
Počátkem roku 1950 byl Machalka zatčen spolu s dalšími devíti čelnými představiteli mužských řeholních řádů. V následujícím monstrprocesu s představiteli řádů, který je vinil z vlastizrádné činnosti ve prospěch Vatikánu, byl Machalkovi coby údajnému vedoucímu celé skupiny navržen trest smrti. Nakonec byl odsouzen ke 25 letům vězení. Propuštěn byl po 10 letech díky amnestii v roce 1960.
Mužem, který při procesu dostal nejnižší – dvouletý – trest, byl Machalkův provizor Stanislav Barták. Podle někdejšího opata Želivského kláštera Bohumila Víta Tajovského komunisté Bartákovi slibovali, že když jim všechno podepíše, pustí ho a stane se opatem místo Machalky. „Když pak přišel do vězení, vědělo se o něm, že vypovídal proti panu opatovi, a nikdo s ním nechtěl mluvit. ‚Tys zradil pana opata!‘ vyčítali jsme mu. On se však hájil, že se prý dozvěděl, že všichni budeme popraveni, a tak se chtěl zachránit, aby o té hrůze mohl vydat svědectví.“

## Věznění
Odsouzené režim nechával přemísťovat mezi různými věznicemi, Machalka se dostal mj. do Valdic. Zde se na cele sešel právě s Tajovským a také Janem Anastázem Opaskem. V té době byl Machalka podle svědectví Opaska „tak nervově nemocen, že měl i obtíže… hlásit bachařům počet vězňů na cele“.
Machalka zde byl zařazen do čety, která stavěla nové budovy. Díky tomu se občas dostal i mimo areál věznice. Poté roku 1955 pracoval, opět ve společnosti Tajovského a také provinciála jezuitů Františka Šilhana, ve výrobní hale, kde se kompletovaly součástky do zbraní pro Zbrojovku v Uherském Hradišti. „Práci pro Zbrojovku ale nakonec stejně zrušili, když asi po roce zjistili, že naše zbraně nebyly funkční, protože jsme úmyslně dělali všechny možné chyby,“ říká o tomto období Tajovský.
Později tedy drali peří, pracovali na zahradě, lepili pytlíky nebo látali špinavé a zapáchající pytle na mouku. Pro tyto činnosti byly stanoveny normy – pokud je vězňové neplnili, dostávali méně jídla, nesměli psát dopisy nebo museli na samotku.
Machalka prošel v této době také Leopoldovem, kde sdílel celu např. s Václavem Vaškem. „Celu… obývalo osmdesát, možná i více kněží. Mezi nimi několik biskupů, opatů, provinciálů, monsignorů, kanovníků, profesorů, příslušníků všech možných řádů a kongregací,“ popisuje Vaško.

## Po propuštění
Po amnestii v roce 1960 byl Machalka ještě internován u sester v Radvanově u Mladé Vožice, kde se setkal např. s arcibiskupem Beranem, biskupy Trochtou a Zelou a opět také s provinciálem Šilhanem.
V létě 1968 se dostal na generální kapitulu do rakouského kláštera ve Wiltenu na předměstí Innsbrucku. Spolu s Vítem Tajovským zůstali v zahraničí ještě asi půl roku a jezdili společně po klášterech. „V Rakousku, Německu a dalších zemích jsme pociťovali obrovskou volnost,“ říká Tajovský k cestám uskutečným po mnoha letech věznění a nesvobody.
Opat Machalka se dožil obnovení řeholního života v novoříšském klášteře, žil však již mimo klášter v péči řeholních sester. Zemřel v roce 1996.